# بلکار (گول‌باشی)
بلکار (به ترکی استانبولی: Belkar) یک منطقهٔ مسکونی در ترکیه است که در گول‌باشی واقع شده‌است.